# 優勢為本介入模式
優勢為本介入模式（Strength-based practice，也翻译为“强项為本取向”），是一种社会工作实践理论，强调人们的自主性和优势，把個案看作是有资源和有韧性，能够应对逆境的人。優勢為本取向以讓個案主导，关注未来的结果和人们在问题或危机中所表现出的优势。这种方法可以关注个人的优势，也可以关注更广泛的社会和社区网络。
社会工作者Bertha Reynolds是这种实践的原型理论家。她批评了美国社会工作倾向于采用精神分析方法（以及对DSM-IV的依赖）的做法。優勢為本取向有很長遠的歷史，並可追索到1880年代社會運動先鋒，Jane Addams和Ellen Gates Starr在芝加哥赫爾之家提出及發展的優勢為本服務。至1980年代中期，堪薩斯大學社會工作系於社區精神健康中心開始實踐後來被稱為優勢為本取向的介入模式，並於1990年代通過社會工作期刊被推廣至不同的社會服务部门。其後優勢取向被廣泛應用到社會工作、心理學、個人與家庭治療等領域。在社會工作的範疇中，包括個案管理、教育、社区发展、青少年和精神疾病等不同族群工作都能看到優勢取向介入手法。此外，1995年Marcus Buckingham和Donald Clifton亦把优势视角引入到商业领域。而1999年，当时的美国心理学会主席Martin Seligman提出了正向心理學理論，推动了以优势为本的实践：“我们学到的最重要的一件事是，心理学是‘半烤熟’的。我们‘烤’了关于精神疾病，关于修复损伤的部分。另一边没有‘烤'，关于优势，关于我们擅长的东西的部分。”从那以后，以优势为本的方法被應用于许多情境。

## 優勢為本介入模式理論
以下是以优势为本的实践应该展示的六个标准：
1. 以目标为导向：在目标达成中，鼓励客户设定他们想要在生活中实现的目标。
2. 系统性的优势评估：遵循一套协议来评估和记录优势。避免评估问题。强调当前的情况，但也可以回顾过去寻找可能的资产，才能和资源。
3. 丰富的环境：环境中充满了资源是很重要的。资源，支持，人和机会主要来自自然社区。
4. 明确的目标达成方法：所描述的方法包括识别优势，资源，目标，角色和责任，并将它们相互联系。
5. 带来希望的关系：关系应该能够增加希望，机会，信心和客户对自己能力的认知。它还应该是有目的的，有同理心的，和接纳的。
6. 有意义的选择和选择的权力：设定目标，获取资源，确定责任等过程由客户自信和权威地指导，而专业人员或工作者则扩展和澄清客户的选择。

## 優勢為本於其他專業的應用
职业治疗（OT）帮助个人发展，恢复或提高他们参与日常活动所需的技能。在职业治疗中，使用以优势为本的方法被认为是与自闭症谱系障碍（ASD）的个体合作的必要条件。这种方法把个体的所有方面，行为和特征都看作是积极的特征。这种方法关注个体的优势，能力和潜力，而不是他们的弱点，缺陷或无法完成任务的能力。然而，使用这种方法并不意味着忽视可能的挑战和困难。它引导个体关注美好的日子和他们的成就，让他们接受和拥抱差异，采用社会模式的价值，而不是像医学模式那样强调缺陷。